# Desde mi sueño (álbum)
Desde mi sueño es el título del tercer álbum de estudio grabado por la cantante venezolanos Karina. Fue lanzado al mercado por la empresa discográfica TH-Rodven en 1989. El álbum un principio, iba a ser producido en su totalidad por Ignacio Cano, ya con anterioridad, Ignacio había producido dos canciones en tecno-pop para el álbum Sin máscara (1987), "La noche es mágica" y, "Un extraño pez". Se tenía pensado que fuese Nacho Cano el productor de este tercer álbum, pero, al no ponerse ambas partes de acuerdo, la discográfica (Rodven-discos) y el productor (Nacho), todo el material que desde España le envió Nacho a Venezuela, no se adaptaba al estilo de música que la discográfica tenía pensando desarrollar en éste tercer trabajo; el compilado de canciones que envió Nacho abarcaban diversos estilos musicales, desde el tecno-pop hasta el flamenco... Al final, hubo que devolverle a Nacho todo su material, y Karina tuvo que recurrir de nuevo a su antiguo productor musical, Rudy La Scala con el que había roto relaciones de trabajo por incopatibilidad de caracteres. Al final, Rudy, en tiempo récord logra tener terminado el álbum, del cual se lograron extraer varios singles exitosos.

## Datos del álbum
- Dirección y concepto de arreglos en general: Rudy La Scala.
- Producción ejecutiva: Carlos Sánchez
- Producción musical: Rudy La Scala y Karina

- Músicos que colaboran en la grabación de este álbum: 
  - Glenn Tomassi (Saxo)
  - Luis Alvarado (Guitarra eléctrica en la canción "Soni")
  - Luis Oliver y Vicente Delgado (Teclados y programación)
  - Rudy La Scala (Guitarras acústicas, teclados y coros)
  - Freddy Roldán (Percusión)
  - Las Hermanas Planchart (Coros en la canción "Quiero Un Novio")

- Este álbum fue grabado totalmente en los Estudios Audio Uno (Caracas-Venezuela).
- Mezclado en New River Studios (Miami-USA)
- Ingeniero de Mezclas: Dave Barton
- Asistente de Mezclas: Jimm y Rudy La Scala

## Agradecimientos
"Quiero agradecer en primer lugar al arquitecto del mundo por la fuerza que me da para seguir. A Salvador Pérez por ser el primero en creer en mí. A Rudy por su infinito talento, su intensidad y su calidad humana. A Jenny por compartir los mejores años de amistad y locura. A "My Sweet Honey" por hacerme soñar "Como A Una Mujer". A ti porque "lo peor de todo" es que nunca volví a amar así. Al "Capo" y su equipo de promotores por hacerme sonar hasta en él... A mis músicos: Ramón Valeri, José Manuel Arria (Chema), Ascanio Scano, por acompañarme en las buenas y en las mejores. A Lukas por ser músico, inspiración, culpable de "todo", el mejor compositor y sobre todo el hermano. A Axel por los chismes. A Ricardo Peña y a todo el equipo de "Sábado Sensacional" por quererme desde el principio. A Carlitos Tespio, a Arcadia por su colaboración y esfuerzo, a Martina, a Hanoj, a las chicas de Última y a todos los niños que a pesar del mundo tienen siempre la ilusión de escuchar una canción". Karina

## Dedicatoria
"Este LP quiero dedicarlo a mi familia: Danny, Cynthia, Carlitos, Mónica, Ivette y Moncats; a quienes nunca podré expresar cuánto los adoro. Gracias por estar conmigo en todo". Karina

## Lista de canciones
Lado A:
1. "Quiero un novio" (Rudy La Scala)
2. "Soni" (Música: Jean Louc Coaut / Letra: Karina)
3. "Cómo se puede amar" (Rudy La Scala)
4. "No sé" (Rudy La Scala)
5. "Lamento de la jungla" (Música: Rudy La Scala / Letra: Karina)
6. "Ayúdame" (Rudy La Scala)

Lado B:
1. "Desde mi sueño" (José Ignacio Martín)
2. "No puedo vivir sin amor" (Carlos Rafael Silva)
3. "En el amor" (Rudy La Scala)
4. "Amante de tu ayer" (Carlos Rafael Silva)
5. "Plumas y sangre" (José Ignacio Martín)
6. "Sígueme ayudando" (Rudy La Scala) Instrumental

## Sencillos extraídos delálbum“Desde mi sueño”
1. Soni.
2. No puedo vivir sin amor.
3. Cómo se puede amar.
4. Quiero un novio.
5. En el amor.
6. Desde mi sueño.
7. No sé.

- Datos: Q5804022